# Miss Zambie
Miss Zambie désigne les concours de beauté féminine destinés aux jeunes femmes de nationalité zambienne.
Le concours Miss Univers Zambie permet de représenter le pays au concours de Miss Univers.
Le concours Miss Zambie permet de représenter le pays au concours de Miss Monde.

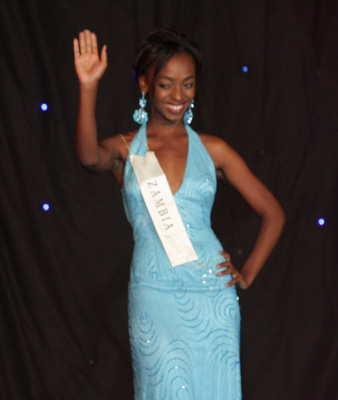
Winfridah Mofu, Miss Zambie 2008.

## Les Miss Zambie pour Miss Univers
| Année | Nom                                      | Classement |
| ----- | ---------------------------------------- | ---------- |
| 1995  | Luo Trica Punabantu                      |            |
| 1999  | Esanju Kalopa                            |            |
| 2005  | Cynthia Kanema                           |            |
| 2006  | Mofya Nickoleta Chisenga (°1983-†2011)   |            |
| 2007  | Rosemary Chileshe                        |            |
| 2009  | Andella Chileshe Matthews (detronizzata) |            |
| 2009  | Sthabiso Mteliso                         |            |
| 2010  | Alice Rowlands Musukwa                   |            |
|       |                                          |            |

## Les Miss Zambie pour Miss Monde
2018
Musa Kalaluka

| Année             | Nom                    | Classement |
| ----------------- | ---------------------- | ---------- |
| 1974              | Christine Munkombwe    |            |
| 1992              | Elizabeth Mwanza       |            |
| 1995              | Miryana Bujisic        |            |
| 1996              | Alice Banda            |            |
| 1997              | Tukuza Tembo           |            |
| 1998              | Chisala Chibesa        |            |
| 1999              | Cynthia Chikwanda      |            |
| 2003              | Cynthia Kanema         |            |
| 2004              | Rosemary Chileshe      |            |
| 2005              | Precious Kabungo Mumbi |            |
| 2006              | Katanekwa Matundwelo   |            |
| 2008              | Winfridah Mofu         |            |
| 2009              | Sekwila Mumba          |            |
| 2010              | Zindaba Hanzala        |            |
| 2025 Faith Bwalya |                        |            |